# 基澤爾
59°03′N 57°39′E / 59.050°N 57.650°E
基澤爾（羅馬化：Kizel）是俄羅斯彼爾姆邊疆區東部的一個城市，距彼爾姆東北200公里。1959年人口60,700人，2002年人口23,841人。
1755年建立，1926年建市。